# Knaus (Erkheim)
Knaus ist ein Ortsteil des oberschwäbischen Marktes Erkheim im Landkreis Unterallgäu in Bayern.

## Geographie
Der Weiler ist fast vollständig von Wald umgeben. Westlich befindet sich das Waldstück Im Gehren, südlich der 688 Meter über NN hohe Plattenberg. Nördlich verläuft die Bundesautobahn 96 im Kohlbergtunnel. Der Kohlberg, eine 680 Meter hohe Erhebung liegt etwas nördlich der Autobahn.

## Geschichte
Der Ort bildete in der Vergangenheit die Grenze zwischen dem Landkreis Memmingen und dem Landkreis Mindelheim. Der alte Name der Siedlung lautete Rudungsried, was auf eine von Abt Rudung vom Kloster Ottobeuren in Auftrag gegebene Rodung hindeuten könnte. Die erste Nennung erfolgte 135, als Heinrich Vogillin von einem Angehörigen des Klosters Ottobeuren ein Zinslehen in Rudungsried erwarb. Um 1484 war das Geschlecht der Knuss in Knaus ansässig, wovon sich der Name des Ortes ableiten lässt, der sich allerdings erst im 17. und 18. Jahrhundert für die Siedlung durchsetzte. Die Fugger forderten um 1600 die hohe Gerichtsbarkeit, konnten sich jedoch gegen das Kloster Ottobeuren, das sie innehatte, nicht durchsetzen. Ehemals zu Sontheim gehörig, kam der Ort zu Schlegelsberg, mit dem er am 1. Mai 1978 nach Erkheim eingemeindet wurde.

## Sehenswürdigkeiten
Die Kapelle St. Maria, ein Bau aus der Zeit um 1670, steht unter Denkmalschutz.